# Macnelly Torres
Pour les articles homonymes, voir Torres.
Macnelly Torres, né le 1er novembre 1984 à Barranquilla (Colombie), est un footballeur colombien, qui évolue au poste de milieu offensif à l'Atlético Nacional. Au cours de sa carrière, il évolue à l'Atlético Junior, au Cúcuta Deportivo, à Colo-Colo, à l'Atlético Nacional et au San Luis FC ainsi qu'en équipe de Colombie.
Torres marque trois buts lors de ses trente-sept sélections avec l'équipe de Colombie depuis 2007. Il participe à la Gold Cup en 2005 avec la Colombie.

## Carrière
- 2002–déc. 2005 : Atlético Junior
- jan. 2006–2008 : Cúcuta Deportivo
- 2008–jan. 2011 : Colo-Colo
- jan. 2011–2013 : Atlético Nacional 
  - 2011-jan. 2012 : San Luis FC  (prêt)
- 2013–2014 : Al-Shabab Riyad [1]
- nov. 2014-2015 : Junior Barranquilla
- depuis 2015 : Atlético Nacional

## Palmarès

### En équipe nationale
- 44 sélections et 4 buts avec l'équipe de Colombie depuis 2007

### Avec l'Atlético Junior
- Vainqueur du Championnat de Colombie en 2004 (Tournoi de clôture)

### Avec Cúcuta Deportivo
- Vainqueur du Championnat de Colombie en 2006 (Tournoi de clôture)

### Avec Colo-Colo
- Vainqueur du Championnat du Chili en 2008 (Tournoi de clôture) et 2009 (Tournoi de clôture)

### Avec l'Atlético Nacional
- Vainqueur du Championnat de Colombie en 2011 (Tournoi d'ouverture) et en 2013 (Tournoi d'ouverture)
- Vainqueur de la Coupe de Colombie en 2012
- Vainqueur de la Superliga Colombiana en 2012
- Vainqueur de la Copa Libertadores 2016